# Giovanni Lucantoni
Giovanni Lucantoni (né le 18 janvier 1825 à Rieti, dans la province du même nom, dans le Latium et mort le 30 mai 1902 à Paris) est un compositeur italien du XIXe siècle.

## Biographie
Il a été formé à la musique par ses parents, puis par Giovanni Pacini à Lucques et Nicola Vaccaj à Milan. En 1857, il part à Paris pour y enseigner le chant. Il a également vécu à Londres.

## Œuvres
- Elisa, opéra, Première représentation le 20 juin 1850 à Milan
- Une nuit à Venise, duettino sur une poésie de Jules Barbier pour mezzo-soprano ou contralto et baryton- Éditions Choudens fils - Paris
- La Primavera, pour piano et chant soprano, ténor et basse. Éditions Choudens Père et fils. Paris Début XXe.
- Una Sera di carnevale : album per canto e danza - Éditions Tito di Gio. Ricordi - Milan vers 1853
- Album di danza per pianoforte - Éditions Tito di G. Ricordi - Milan vers 1856 -
- Poliuto : tragedia lirica in tre atti : texte de Salvatore Cammaro; musique de Gaetano Donizetti ; Ridotta per pianoforte solo de Giovanni Lucantoni - Éditions Presso F. Lucca - Milan vers 185.